# Vetersko

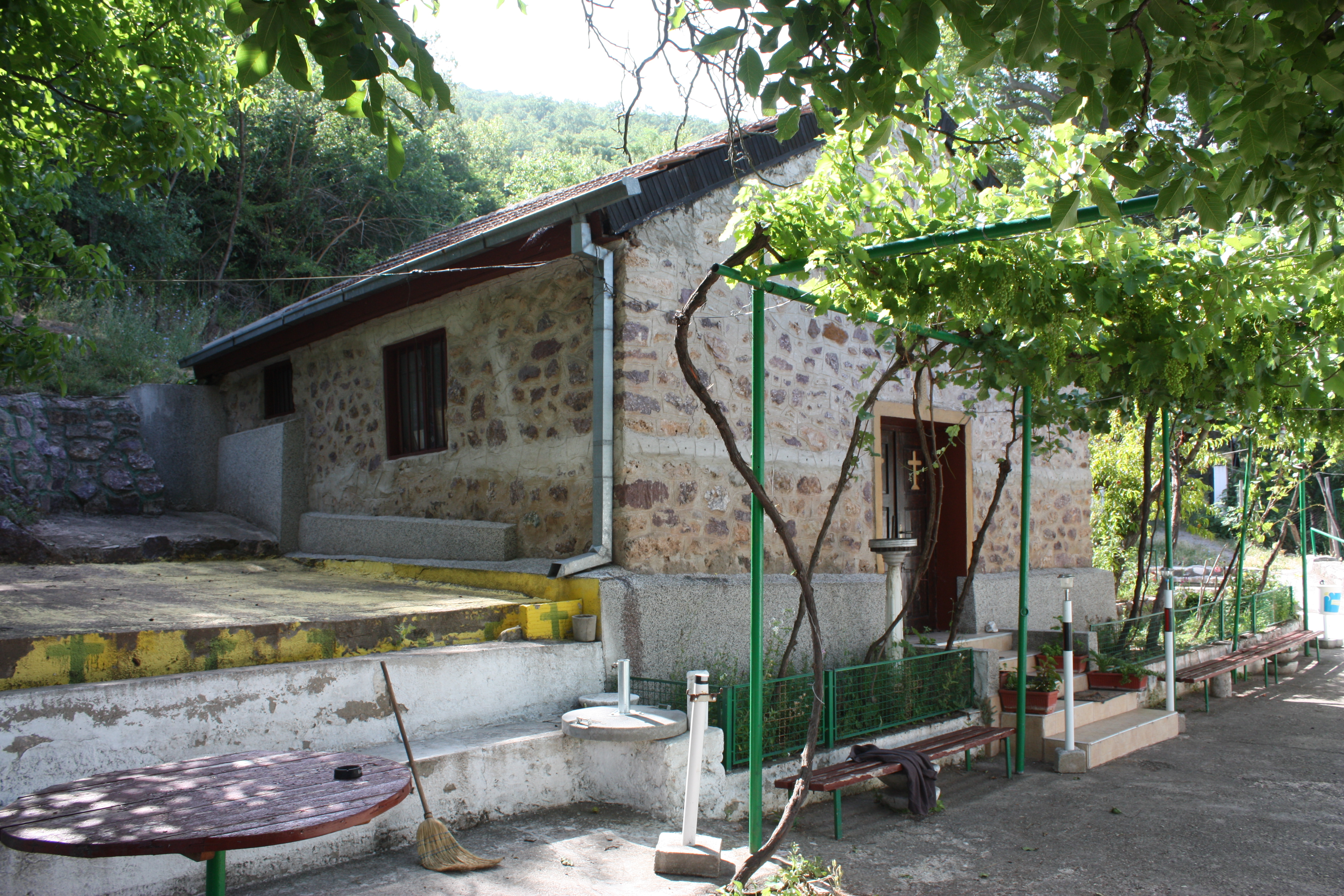
Ortodox kyrka i Vetersko.

Vetersko (makedonska: Ветерско) är en by i kommunen Veles i centrala Nordmakedonien. Byn är belägen cirka 13 kilometer nordväst om Veles. Vetersko har den speciella egenheten att ligga mitt emellan körfälten på motorvägen på Europaväg 75 som går från Skopje till Thessaloniki. Byn hade 3 invånare vid folkräkningen år 2021.